# Academia de Bellas Artes Nanyang
La Academia de Bellas Artes Nanyang  (en chino: 南洋艺术学院; en inglés: Nanyang Academy of Fine Arts; en malayo: Akademi Seni Halus Nanyang) es la institución de educación terciaria de artes de más arraigo en el país asiático de Singapur. A diferencia de otras instituciones en Singapur, el Campus de la NAFA se distribuye entre los 3 edificios independientes - todos ubicados a lo largo de la calle Bencoolen. NAFA colabora con universidades del Reino Unido, Estados Unidos y del propio Singapur para ofrecer programas de grado. 